# Hárompilléres nyugdíjrendszer
A hárompilléres nyugdíjrendszer a nyugdíj-finanszírozási problémák kezelésére a Világbank által 1994-ben kidolgozott ajánlás. Lényege az állami felelősség csökkentése, az öngondoskodás kötelezővé tétele. A három pillér:
1.) Az alanyi jogon járó, adóból finanszírozott első pillér, célja a megélhetés minimális szintjének biztosítása egységes, garantált, de alacsony összegű nyugdíjjal (állami  felosztó-kirovó rendszer);
2.) a minden aktív korú számára kötelező, munkajövedelmekhez világosan kapcsolódó (a jövedelmet azonos arányú járulékkal terhelő) megtakarítási program ami a nem állami kézben levő, de az állam által szigorúan szabályozott nyugdíjalapokon keresztül valósul meg (tőkefedezeti, járulék alapú rendszer);
3.) az önkéntes alapon működő egyéb nyugdíjbiztosítás, melynek finanszírozása az egyén nettó jövedelméből és/vagy megtakarításaiból történik.
...

„ Ha ezt a Világbank hivatalosan nem is ismerte el, egy évtized után már nem erőltette a nyugdíj-ortodoxiát. A tőkésítés üdvözítő megoldásként való propagálása lassan kikopott más szervezetek, tanácsadó cégek nyugdíjreform ajánlásai közül is. A nyugdíj-ortodoxia mindössze egy évtizedet élt, ám ez elegendő volt arra, hogy a Kelet-Közép-Európa szinte összes volt szocialista országán „végigsöpörjön” (Lengyelország, Magyarország, Szlovákia, Románia és Baltikum), azonban a legfejlettebb és legbölcsebb rendszerváltó Csehország és Szlovénia sikerrel állt ellen. Mindenesetre ezeknek az országoknak a politikusai és gazdaságpolitikusai néhány évig elhitték, hogy a világfejlődés élvonalába kerültek, hogy alig néhány évvel a kommunista diktatúrától való megszabadulás után reformszellemből és politikai bátorságból példát mutatnak a fejlett Nyugatnak. A Nyugat azonban ezt az utat nem csupán nem követte, de azzal komolyan foglalkozni sem volt hajlandó, az erre buzdító pénzügyi elitek lobbizása simán visszapattant a politikáról.
.... A [2008-as] válság hatására Argentína – amelynek tőkefedezeti rendszert létrehozó nyugdíjreformja az 1997. évi magyar reform mintájául szolgált – a nyugdíjrendszer lebontásáról döntött. ”

–  Németh György ,  A nyugdíjreformról